# 춘천교도소
춘천교도소(春川矯導所)는 일제강점기부터 사용된 대한민국의 교도소이다. 조직은 서울지방교정청에 속하며, 강원특별자치도 춘천시 동내면 신촌양지길에 위치하고 있다.

## 역사
대한제국 말기인 1909년 2월에 통감부가 서대문형무소의 전신인 경성감옥 산하의 춘천분감으로 개청하였다. 일제 강점기 동안의 정식 명칭은 서대문형무소 춘천지소였다. 양구군에서 의병을 일으킨 의병장 최도환이 이곳에서 옥사하였고, 강원도 지역의 3·1 운동 참가자들도 수감되었다.
1946년에 미군정이 춘천형무소로 승격시켰다. 제주 4·3 사건 관련 좌익수들이 춘천형무소에 수감되어 있다가 한국 전쟁 중 학살되었다는 주장이 있다.
1961년에 춘천교도소로 개편되었고, 1981년 7월에 현재의 위치인 동내면 거두리로 이전하였다.

## 주요 수감자
- 조형기